# Serie C 2016-2017 (hockey su ghiaccio)
La Serie C 2016-2017 è stato il terzo ed ultimo livello del Campionato italiano di hockey su ghiaccio giocato nella stagione 2016-2017.

## Partecipanti e formula
La Serie C è tornata, da questa stagione, ad essere un torneo organizzato a livello nazionale e non più dai comitati regionali. Le squadre iscritte alla serie C furono 9; una decima, l'HC Mezzaluna Mentana, aveva fatto richiesta, ma difficoltà logistiche hanno fatto sì che la squadra venisse esclusa.
Nella prima fase della regular season le squadre, divise in due gironi territoriali, Ovest ed Est, si sono scontrate per un totale di 12 incontri per ciascun team. Nella seconda fase , denominata master round, tutte le squadre hanno incontrato sia le squadre del proprio girone che quelle dell'altro, in un girone di sola andata. I punteggi del master round si sono aggiunti a quelli della prima fase per determinare la classifica finale dei due gironi.
| Ovest | Aosta Gladiators        | Valle d'Aosta       | Aosta (AO)                |
| Ovest | Real Torino             | Piemonte            | Torino (TO)               |
| Ovest | Pinerolo                | Piemonte            | Pinerolo (TO)             |
| Ovest | Valpellice              | Piemonte            | Torre Pellice (TO)        |
| Ovest | Diavoli Rossoneri Sesto | Lombardia           | Sesto San Giovanni (MI)   |
| Est   | Hockey Pieve            | Veneto              | Pieve di Cadore (BL)      |
| Est   | WSV Sterzing Vipiteno C | Trentino-Alto Adige | Vipiteno (BZ)             |
| Est   | Gherdëina C             | Trentino-Alto Adige | Selva di Val Gardena (BZ) |
| Est   | HC Val Venosta          | Trentino-Alto Adige | Laces (BZ)                |

## Regular season

### Fase 1

#### Girone Ovest
| Pos. | Squadra           | Pt | G  | V | VOT | POT | P  | GF | GS | DR  |
| ---- | ----------------- | -- | -- | - | --- | --- | -- | -- | -- | --- |
| 1.   | Real Torino       | 24 | 12 | 8 | 0   | 0   | 4  | 71 | 37 | +34 |
| 2.   | Aosta Gladiators  | 24 | 12 | 7 | 1   | 1   | 3  | 50 | 44 | +6  |
| 3.   | Valpellice        | 23 | 12 | 7 | 1   | 0   | 4  | 45 | 44 | +1  |
| 4.   | Pinerolo          | 15 | 12 | 5 | 0   | 0   | 7  | 48 | 42 | +6  |
| 5.   | Diavoli Rossoneri | 4  | 12 | 1 | 0   | 1   | 10 | 24 | 71 | -37 |

#### Girone Est
| Pos. | Squadra            | Pt | G  | V  | VOT | POT | P | GF | GS | DR  |
| ---- | ------------------ | -- | -- | -- | --- | --- | - | -- | -- | --- |
| 1.   | Vipiteno Broncos C | 31 | 12 | 10 | 0   | 1   | 1 | 55 | 26 | +29 |
| 2.   | Pieve di Cadore    | 20 | 12 | 6  | 1   | 0   | 5 | 33 | 28 | +5  |
| 3.   | Gherdëina C        | 16 | 12 | 4  | 2   | 0   | 6 | 44 | 53 | -9  |
| 4.   | Val Venosta        | 5  | 12 | 1  | 0   | 2   | 9 | 32 | 57 | -25 |

### Fase 2

#### Master Round
| Pos. | Squadra            | Pt | G | V | VOT | POT | P | GF | GS | DR  |
| ---- | ------------------ | -- | - | - | --- | --- | - | -- | -- | --- |
| 1.   | Val Venosta        | 21 | 8 | 7 | 0   | 0   | 1 | 50 | 21 | +29 |
| 2.   | Vipiteno Broncos C | 21 | 8 | 7 | 0   | 0   | 1 | 50 | 16 | +34 |
| 3.   | Gherdëina C        | 20 | 8 | 6 | 1   | 0   | 1 | 56 | 19 | +37 |
| 4.   | Real Torino        | 13 | 8 | 4 | 0   | 1   | 3 | 26 | 34 | -8  |
| 5.   | Pieve di Cadore    | 12 | 8 | 4 | 0   | 0   | 4 | 28 | 27 | +1  |
| 6.   | Aosta Gladiators   | 6  | 8 | 2 | 0   | 0   | 6 | 23 | 30 | -7  |
| 7.   | Valpellice         | 6  | 8 | 2 | 0   | 0   | 6 | 15 | 38 | -23 |
| 8.   | Pinerolo           | 6  | 8 | 2 | 0   | 0   | 6 | 22 | 40 | -18 |
| 9.   | Diavoli Rossoneri  | 0  | 8 | 0 | 0   | 0   | 8 | 15 | 60 | -45 |

### Classifica complessiva della regular season

#### Girone Ovest
| Pos. | Squadra           | Pt 1 | Pt 2 | Pt |
| ---- | ----------------- | ---- | ---- | -- |
| 1.   | Real Torino       | 24   | 13   | 37 |
| 2.   | Aosta Gladiators  | 24   | 6    | 30 |
| 3.   | Valpellice        | 23   | 6    | 29 |
| 4.   | Pinerolo          | 15   | 6    | 21 |
| 5.   | Diavoli Rossoneri | 4    | 0    | 4  |

#### Girone Est
| Pos. | Squadra            | Pt 1 | Pt 2 | Pt |
| ---- | ------------------ | ---- | ---- | -- |
| 1.   | Vipiteno Broncos C | 31   | 21   | 52 |
| 2.   | Gherdëina C        | 16   | 20   | 36 |
| 3.   | Pieve di Cadore    | 20   | 12   | 32 |
| 4.   | Val Venosta        | 5    | 21   | 26 |

## Play-off
|  | Semifinali | Semifinali         | Semifinali         | Semifinali | Semifinali |  |  | Finale | Finale             | Finale             | Finale | Finale |  |
|  |            |                    |                    |            |            |  |  |        |                    |                    |        |        |  |
|  | 1E         | Vipiteno Broncos C | Vipiteno Broncos C | 3          | 7          |  |  |        |                    |                    |        |        |  |
|  | 2O         | Aosta Gladiators   | Aosta Gladiators   | 1          | 0          |  |  | 1E     | Vipiteno Broncos C | Vipiteno Broncos C | 3      | 3      |  |
|  | 1O         | Real Torino        | Real Torino        | 4          | 0          |  |  | 2E     | Gherdëina C        | Gherdëina C        | 2      | 2      |  |
|  | 2E         | Gherdëina C        | Gherdëina C        | 11         | 7          |  |  |        |                    |                    |        |        |  |

## Finale

### Gara 1
| Vipiteno 9 aprile 2017, ore 17:00 | Vipiteno Broncos C | 3 – 2 (1:1; 1:1; 1:0) referto | Gherdëina C | DiscoArena (378 spett.)\| Arbitro: \| Matthias Cristeli \| |
| Arbitro:                          | Matthias Cristeli  |                               |             |                                                            |

### Gara 2
| Selva di Val Gardena 31 marzo 2018, ore 20:30 | Gherdëina C | 2 – 3 (0:2; 0:0; 2:1) referto | Vipiteno Broncos C | Pranives (200 spett.)\| Arbitro: \| Luca Cassol \| |
| Arbitro:                                      | Luca Cassol |                               |                    |                                                    |